# Düsseldorfer Röhren- und Eisenwalzwerke AG

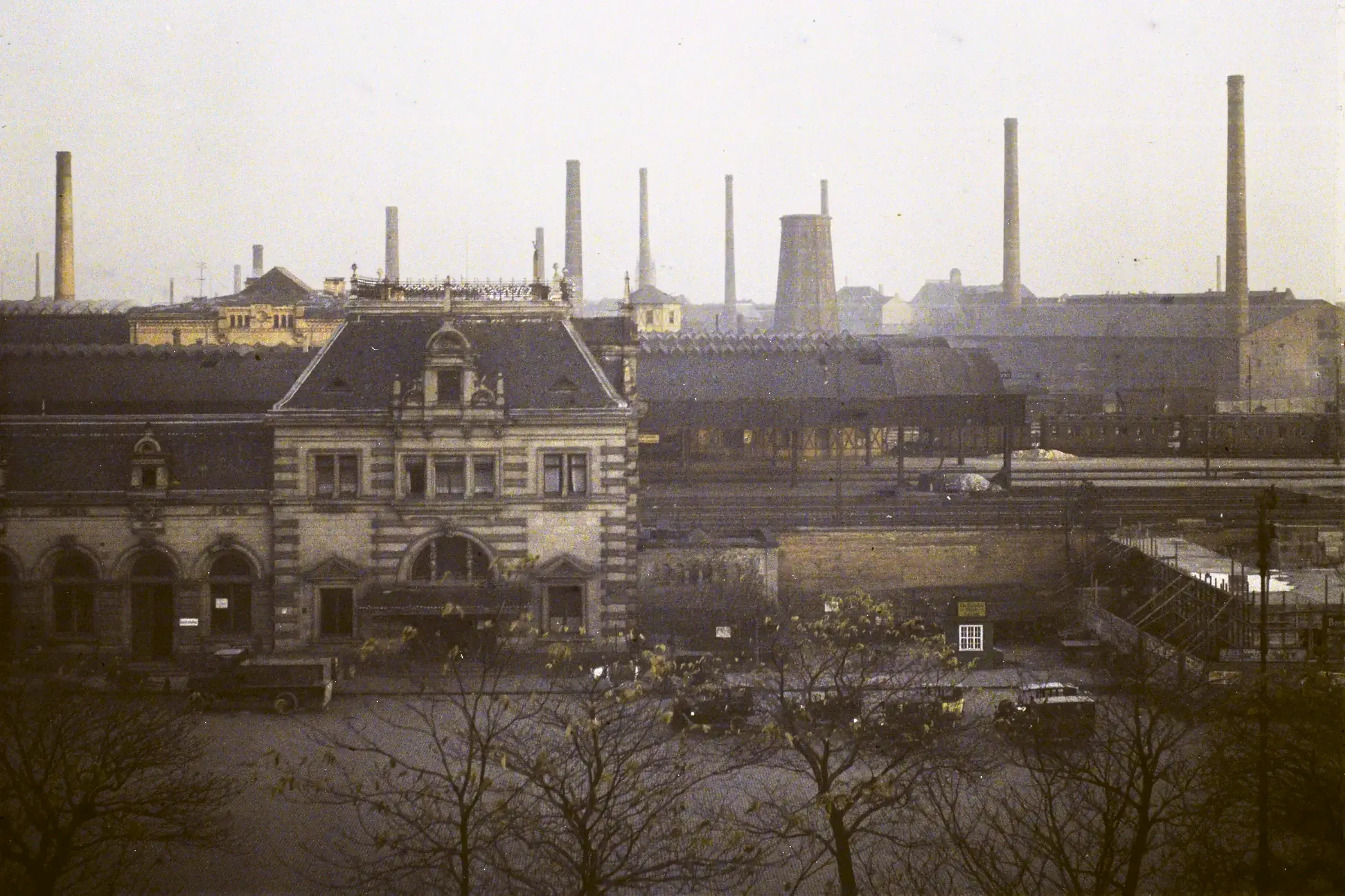
Düsseldorfer Röhren- und Eisenwalzwerke, Ansicht vom Wilhelmplatz, 1923

Verwaltungsgebäude, Röhrenwerk I und Drahtwerk in Oberbilk

Die Düsseldorfer Röhren- und Eisenwalzwerke AG, vormals Poensgen, war ein Zusammenschluss mehrerer Walzwerke, der aus Gründen der Branchenkonzentration im Jahr 1872 in Düsseldorf gegründet wurde.

## Vorläufer-Unternehmen
Nach intensiven Studien in Großbritannien hatte Albert Poensgen bereits 1845 in Mauel bei Gemünd in der Eifel eine Fabrik für eiserne Röhren für Erdgasleitungen errichtet und galt damit als der erste Röhrenfabrikant in Kontinentaleuropa. Nachdem er daran scheiterte, durch den Bau einer verkehrsgünstigen Eisenbahnlinie Zugang zu den rheinischen Industriezentren und Flusshäfen zu erhalten, entschloss er sich, seine Produktion nach Düsseldorf zu verlagern. Dort entstand im Ortsteil Oberbilk im Jahr 1860 sein erstes Röhren-Walzwerk nach dem englischen Verfahren der Stumpfpressschweißung, dem zehn Jahre später in Oberbilk und Lierenfeld noch weitere Puddel- und Universalwalzwerke folgten. Einer seiner Hauptabnehmer wurde Ernst Schiess, der 1866 mit maßgeblicher Förderung durch Albert Poensgen die Produktion von Werkzeugmaschinen, Pumpen und Reglern ebenfalls in Oberbilk begründete. Drei Jahre später ließ Ernst Schiess eine Fabrik errichten, zu der nach weiteren drei Jahren eine Eisengießerei kam, womit er den Grundstock für eines der später weltweit bedeutendsten Unternehmen seiner Art schuf.
Zwei Vettern von Albert Poensgen, die Gebrüder Gustav Poensgen und Rudolf Poensgen, verlegten ebenfalls um 1860 das geerbte Hütten- und Walzwerk ihres Vaters Reinhard Poensgen aus gleichen Gründen von Gemünd nach Oberbilk. So entstanden dort die Mariahütte und ein weiteres Walzwerk, mit dem sie vorzugsweise ihren Vetter Albert Poensgen versorgten.
Ein weiterer Vetter, Carl Poensgen, der 1864 zusammen mit Friedrich Giesbers ein eigenes Stahlwerk in Oberbilk gegründet hatte, das unter der Firma C. Poensgen, Giesbers & Co. nach dem neuen englischen Bessemer-Verfahren sowie mit englischem Roheisen arbeitete und später im Jahre 1877 der Oberbilker Stahlwerke AG angegliedert wurde, trat 1871 aus seinem Unternehmen mit Giesbers aus und wurde neuer Teilhaber des Röhrenwalzwerks seines Vetters Albert Poensgen.

## Zusammenschlüsse
Im Jahr 1872 entschlossen sich Albert und Carl sowie Gustav und Rudolf Poensgen ihre verschiedenen Werke zu einem neuen großen Unternehmen, den Düsseldorfer Röhren- und Eisenwalzwerke AG, vorm. Poensgen (DREW) mit Sitz nah dem Bergisch-Märkischen Bahnhof an der Kölner Landstraße, zusammenzulegen. In die Neugründung wurde zusätzlich das Unternehmen Henry Smith & Co. in Oberhausen aufgenommen. An der notariellen Beurkundung am 2. November 1872 vor dem Kölner Notar Toussaint Cardauns, dem Vater des Publizisten Hermann Cardauns, beteiligten sich ferner Alfred Haniel, Friedrich Kesten und Henry Smith. Dem ersten Aufsichtsrat gehörten unter anderem Alphons Dieterich Haniel, Lorenz Fischer und ebenfalls Friedrich Kesten sowie die Bankdirektoren Ernst Friedrich Wilhelm Koenigs und Adolf Rautenstrauch an. 
Damit bestand die Aktiengesellschaft aus folgenden Werken: Einem Drahtwerk (vormals Reinhard Poensgen) einschließlich Puddelwerk in Oberbilk, einem Röhrenwerk (Röhrenwerk I, vormals Albert Poensgen) mit Puddel- und Walzwerk ebenfalls in Oberbilk, einem Blechwalz- und Puddelwerk (vormals Albert Poensgen) in Lierenfeld und einem weiteren Röhrenwerk (vormals Henry Smith & Co.) in Oberhausen.
Nachdem die bisherigen Poensgen-Werke bereits als bedeutendster Hersteller von schmiedeeisernen, längsnahtgeschweißten Rohren auf dem europäischen Kontinent galten, erhielt das neu formierte Unternehmen vom Unternehmen Gebr. Mannesmann am 27. Mai 1886 zusätzlich die Lizenz zum Schrägwalzverfahren sowie alle etwaigen Zusatzpatente für runde, vierkantige und ovale Röhren aus weichem Material für den Raum Norddeutschland, womit in jener Zeit die Gebiete nördlich der Mainlinie gemeint waren. Das Oberhausener Werk wurde bereits 1880 stillgelegt und die Produktion nach Düsseldorf-Lierenfeld verlegt, um Fracht- und Verwaltungskosten zu sparen. Damit erhielt Lierenfeld neben dem Blechwalzwerk das Röhrenwerk II mit zunächst einem Siederohrofen, zwei Gasrohröfen und einem Rundofen. 1896 wurde die Errichtung eines Walzwerks für nahtlose Röhren, das Röhrenwerk III aufgenommen. Um den steigenden Bedarf an Rohstahl decken zu können und um vom bisher verwendeten Puddelstahl auf den neu aufgekommenen, billigeren Flussstahl zu wechseln, folgte im Jahr 1897 noch der Bau eines Siemens-Martin-Stahlwerks ebenfalls in Lierenfeld.

Stahlwerk und Röhrenwerke II und III in Lierenfeld

Carl Rudolf Poensgen, ein Sohn von Rudolf Poensgen, wurde mit dem Tode seines Vaters im Jahre 1895 Mitinhaber dieses Großunternehmens und bis zur ersten Verschmelzung 1910 zum Mitglied des Vorstands berufen. Ernst Poensgen, ein Sohn von Carl Poensgen, stieg 1896 als Betriebsingenieur in die DREW ein, wurde dann Prokurist und schließlich 1901 Betriebsdirektor und ab 1905 Vorstandsmitglied des Unternehmens, dessen Anlagen er nach mehreren Studienaufenthalten in den Vereinigten Staaten grundlegend verbessern konnte. Dieser neue Agglomerationseffekt zahlte sich aus: die wachsende Röhrenindustrie sorgte für zunehmende heimische Arbeitsplätze sowie für die Bevorzugung von nachgelagertem Gewerbe. So profitierten neben den engen Geschäftsbeziehungen zu der in Düsseldorf tätigen wallonischen Unternehmerfamilie Piedbœuf im Allgemeinen, insbesondere Jean Louis Piedbœuf sowie der Fittingsproduzent Gebr. Paul Inden AG und andere Betriebe vom industriellen Aufschwung der DREW.

## Anschließende Verschmelzungen
Nachdem sich ein Joint Venture mit der Mannesmannröhren-Werke AG zerschlagen hatte, wurde die Düsseldorfer Röhren- und Eisenwalzwerke AG schließlich im Jahre 1910 auf Betreiben der Eigentümer, insbesondere von Ernst Poensgen, der Phoenix AG für Bergbau und Hüttenbetrieb angegliedert, einem vertikal integrierten deutschen Montankonzern mit Hauptsitz in Hörde bzw. ab 1921 in Düsseldorf. Carl Rudolf Poensgen wurde daraufhin in den Aufsichtsrat sowie ein Jahr später Ernst Poensgen in den Vorstand und ab 1917 zum technischen Leiter des Phoenix-Konzerns berufen. In einer durch Preisverfall und Überkapazitäten geprägten krisenhaften Situation in der Weimarer Republik entstanden 1926 auf Betreiben von Ernst Poensgen die Vereinigte Stahlwerke AG (VSt), in die unter anderem auch die Phoenix-Gruppe mit 26-%-Anteil einfloss. Bei dieser Gründung wurden die von der Gelsenkirchener Bergwerks-AG (GBAG), von der Rheinische Stahlwerke AG, von der Phoenix AG und der August Thyssen-Hütte eingebrachten Röhrenwerke in den Werksgruppen Düsseldorf und Mülheim konzentriert.
Im Rahmen einer Neugliederung des VSt wurden diese Werksgruppen mit Beschluss vom 6. Dezember 1933 ab 1934 als „Betriebsgesellschaft Deutsche Röhrenwerke“ zusammengeschlossen, wobei die Düsseldorfer Röhren- und Eisenwalzwerke AG, vormals Poensgen, zusammen mit den Fittingswerken Gebr. Inden AG in Lierenfeld, der Rheinstahlgruppe Balcke, Tellering & Co. AG mit den Werken Benrath, Hilden (vorm. Hildener Gewerkschaft) und Immigrath (vorm. Ernst Tellering & Co.), ferner die Gelsenkirchener Bergwerks AG-Gruppe mit den Werken in Düsseldorf-Eller (vorm. J. P. Piedboeuf & Co.) und in Flingern (vorm. Düsseldorfer Röhrenindustrie AG) die Düsseldorfer Röhrengruppe bildeten. Diese wiederum wurde schließlich 1948 von der neu gegründeten Rheinische Röhrenwerke AG übernommen, die selbst 1955 mit dem Hüttenwerk Phoenix AG fusionierte und seitdem als Phoenix-Rheinrohr AG Vereinigte Hütten- und Röhrenwerke firmierte.
In der Ausstellung Das Wechselspiel von Wirtschaft und Kunst im 19. Jahrhundert im Stadtmuseum Landeshauptstadt Düsseldorf wurde die Düsseldorfer Röhren- und Eisenwalzwerk AG stellvertretend für diese Epoche vorgestellt.